# Valentín Elizalde
Valentín Elizalde Valencia (Jitonhueca, Sonora, 1 de fevereiro de 1979 - Reynosa, Tamaulipas, 25 de novembro de 2006), também conhecido como «O Galo de Ouro», foi um cantor mexicano.
O 25 de novembro de 2006, Elizalde foi assassinado a disparos por um comando após ter terminado de dar um concerto.

## Infância
Valentín nasceu em Jitonhueca, um povo pertencente ao município de Etchojoa, Sonora, sendo aí onde passo seus primeiros anos de vida, se dedicava a vender casetes de música nos palenques, depois entrou à pizca de tomate, para depois se transladar a Guadalajara, Jalisco, e mais tarde a Guasave, Sinaloa onde viveu por alguns anos com seu pai Everardo Elizalde e seus irmãos. O cantor arraigou em Tobarito.
Sua mãe foi Camila Valencia. Valentín tinha dois irmãos e uma irmã; Jesús Elizalde Valencia, Francisco Elizalde e Livia Elizalde Valencia. Estudou a carreira de Direito na Universidade de Sonora, onde terminou seus estudos e se recebeu como advogado.

## Carreira
A carreira profissional de Valentín Elizalde começou em 24 de junho de 1998 em Bácame Nuevo, Sonora, na festa de San Juan, onde recebeu seu primeiro pagamento. Valentín iniciou os preparativos para gravar seu primeiro disco e foi reconhecido nos estados de Sonora, Jalisco, Sinaloa e Chihuahua.
Elizalde não era apenas cantora, mas também compositora; de grande quantidade de canções e de estilos variados, dentro da tradição do tambora de Sinaloa, entre esses estilos também o narcocorrido. Algumas de suas composições são: "Nuestro jale", "Corrido del compa Carlos", "Cirilo Flores Quezada", "El escape del Chapo", "Juan Diego Cota", "Hoy no", "Rodolfillo", "Lalo el de Guadalajara "e" Para morrer nasci "(cantada por sua Banda Guasaveña e também por Los Dukes De Sonora).

## Assassinato
Valentín Elizalde foi assassinado por um comando quando saía de uma apresentação no Palenque na Expo-Feira em Reynosa, Tamaulipas, ao redor das 03:30 horas da madrugada do 25 de novembro de 2006. Durante o ataque, recebeu vários disparos de armas de fogo AK-47, AR-15 e de .38 súper, armas de alto poder que lhe causaram uma morte instantânea, junto a seu condutor, Reynaldo Ballesteros e seu representante Mario Mendoza Grajeda. No incidente, também resultou ferido seu primo Fausto "Tano" Elizalde. Seu funeral foi levado a cabo em seu rancho de Jitonhueca, Sonora, seu lugar de origem, e foi sepultado na cidade de Guasave, em Sinaloa.